# جون ماكغراث (سياسي)
جون ماكغراث هو شخصية أعمال وسياسي أسترالي، ولد في 7 سبتمبر 1939 في بورت فيري ‏ في أستراليا. نشط حزبياً في الحزب الوطني الأسترالي - فيكتوريا ‏. وقد انتخب عضو الجمعية التشريعية  في فيكتوريا ‏ عن دائرة وارنامبوول ‏ (2 مارس 1985 – 17 سبتمبر 1999).